# Лангадия (Гревенско)
Лангадия, Запандос или Забантос (на гръцки: Λαγκαδιά, до 1927 г.: Ζαπανταίοι, Запандеи) е бивше село в Република Гърция на територията на дем Гревена, област Западна Македония. На негово място днес е запазена и поддържана църквата „Свети Георги“.

## География
Селището се е намирало на 700 m надморска височина на около 4 km югозападно от село Кипурио и на около 25 km югозападно от град Гревена.

## История

### В Османската империя
В края на ХІХ век Запандос е гръцко християнско село в южната част на Гребенската каза на Османската империя. Според статистиката на Васил Кънчов през 1900 година в Забантос (Забанта) живеят 125 гърци.
Според статистика на Серфидженския санджак на гръцкото консулство в Еласона от 1904 година в Запандеи (Ζαπανταίοι), Гревенска каза, живеят 110 гърци елинофони християни.

### В Гърция
През Балканската война в 1912 година в селото влизат гръцки части и след Междусъюзническата в 1913 година Запандос влиза в състава на Кралство Гърция. През 1927 година името на селото е сменено на Лангадия.
| Година    | 1913 | 1920 | 1928 | 1940 | 1951 | 1961 | 1971 | 1981 | 1991 | 2001 | 2011 | 2021 |
| --------- | ---- | ---- | ---- | ---- | ---- | ---- | ---- | ---- | ---- | ---- | ---- | ---- |
| Население | 99   | 108  | 135  | 117  | 120  | 2    |      |      |      |      |      |      |